# Стефано Малінверні
Стефано Малінверні  (італ. Stefano Malinverni; 14 травня 1959 — 19 червня 2024) — італійський легкоатлет, олімпійський медаліст.

## Виступи на Олімпіадах
| Олімпіада   | Дисципліна              | Місце     |
| ----------- | ----------------------- | --------- |
| Москва 1980 | біг на 400 метрів       | 8 h1 r2/4 |
| Москва 1980 | естафета 4 x 400 метрів | 3         |